# اطلس (ویرجینیای غربی)
اطلس (به انگلیسی: Atlas) یک منطقهٔ مسکونی در ایالات متحده آمریکا است که در شهرستان آپشور، ویرجینیای غربی واقع شده‌است. اطلس ۴۴۱٫۰۵ متر بالاتر از سطح دریا واقع شده‌است.